# Perpetual Emigration Fund
La Perpetual Emigrating Fund Company, comunemente noto come Perpetual Emigration Fund (in italiano fondo perpetuo per l'emigrazione) o con l'acronimo PEF, era una società fondata dalla Chiesa di Gesù Cristo dei santi degli ultimi giorni nel 1849. Lo scopo della società era di fornire assistenza economica a più di 30.000 individui che cercavano di emigrare nello Utah o nelle regioni circostanti.
Il PEF usava sia beni della Chiesa sia contributi privati per aiutare economicamente i convertiti alla fede dei Santi degli ultimi giorni che desiderassero raggiungere le regioni dell'ovest. Poiché i fondi erano limitati, i convertiti che cercavano aiuto erano classificati in base alle loro abilità utili e alla durata della loro appartenenza alla Chiesa. I limiti dei fondi portarono a metodi di preparazione e di viaggio innovativi, tra cui la costituzione delle compagnie con carretto a mano, al fine di ridurre le spese. Una volta stabilitisi nelle loro nuove case, i convertiti restituivano quanto ricevuto dalla compagnia in denaro, beni o lavoro, corrispondendo inoltre un piccolo interesse, in modo da permettere ad altri di ricevere aiuto.
Nel 1887, durante un periodo di rimozione del diritto di voto per la Chiesa dei Santi degli ultimi giorni, il Congresso degli Stati Uniti utilizzò l'Edmunds-Tucker Act per sciogliere la società.

## Perpetual Education Fund
Nel 2001, la Chiesa dei Santi degli ultimi giorni diede vita ad una variante moderna del PEF, il Perpetual Education Fund (fondo perpetuo per l'istruzione). Questo nuovo fondo aiuta i Santi degli ultimi giorni principalmente nei paesi del terzo mondo ad ottenere un'istruzione. Anche in questo caso, ci si aspetta che i membri della Chiesa, una volta stabilitisi in una nuova professione, ripaghino il fondo con un piccolo interesse, in modo che altri possano ricevere aiuto. A differenza dell'originale PEF, il Perpetual Education Fund non è una società distinta dalla Chiesa dei Santi degli ultimi giorni.

## Fonti
- Gustave O. Larson, The Mississippi Valley historical rewiew, vol. 2, p. 184, 1931, Organization of American Historians
- Perpetual Education Fund, su historytogo.utah.gov. URL consultato il 13 ottobre 2010 (archiviato dall'url originale il 3 novembre 2010).